# 邁恩巴赫河
53°14′21″N 11°39′6″E / 53.23917°N 11.65167°E

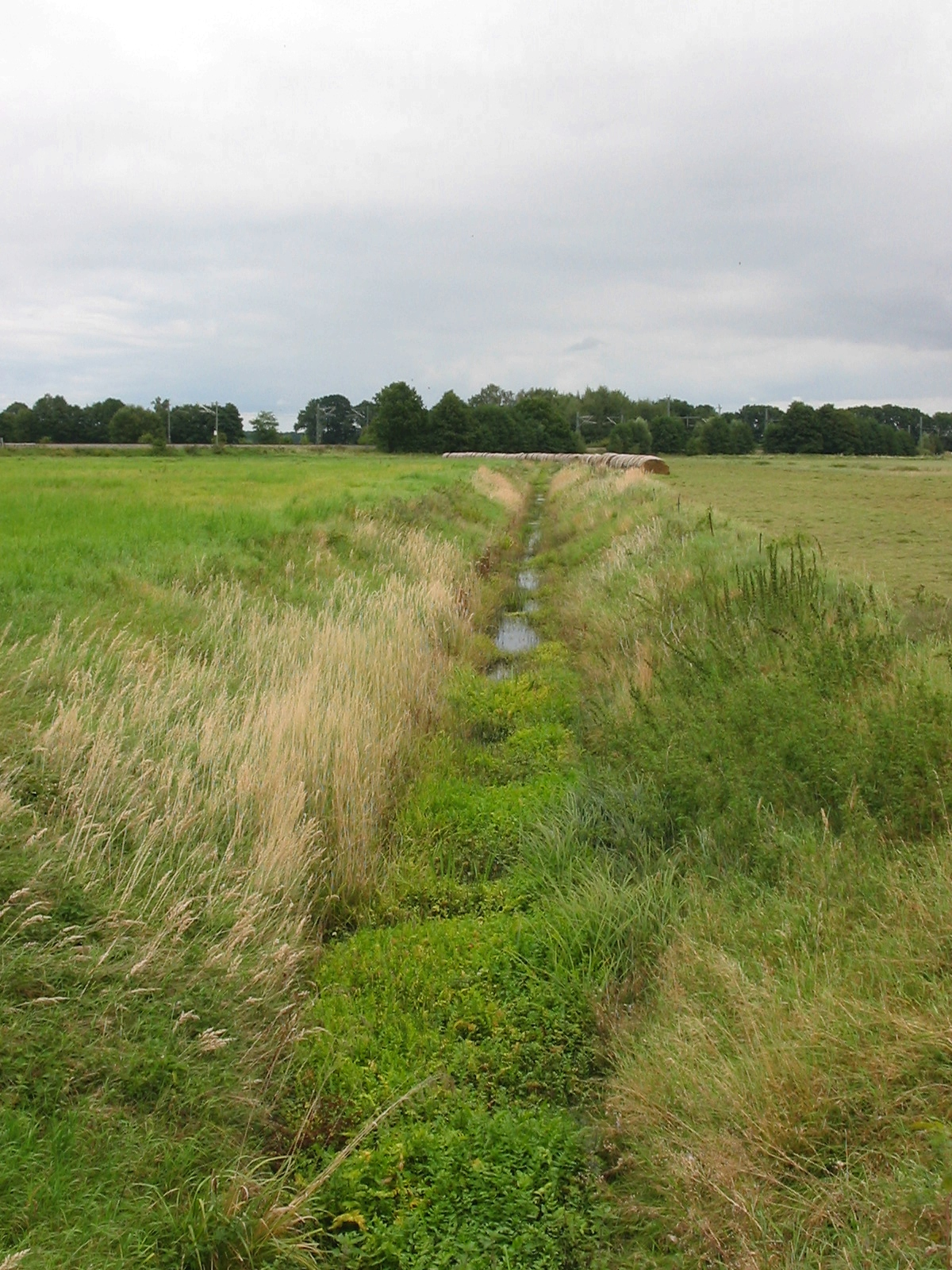

邁恩巴赫河（德語：Meynbach），是德國的河流，位於該國東北部，流經梅克倫堡-前波美拉尼亞州和勃蘭登堡州，屬於埃爾德河的支流，河口處在米洛。